# Opération Leo

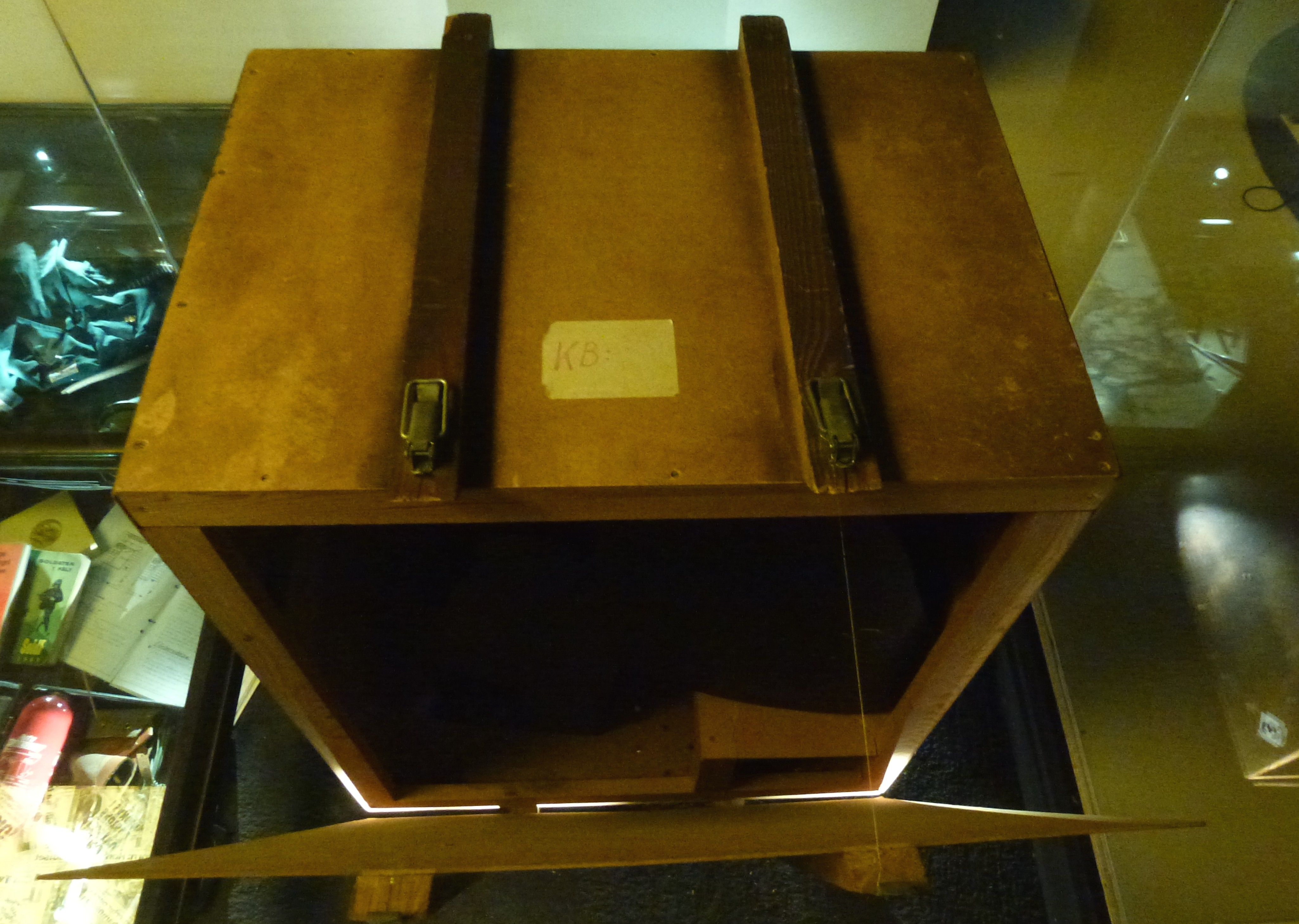
La malle dans laquelle Anna-Greta Leijon devait être enfermée, exposée au musée de la police à Stockholm.

L'opération Leo (suédois : Operation Leo) est le nom d'une tentative d'enlèvement avortée visant la ministre de l'Emploi suédoise Anna-Greta Leijon en 1976.

## Préparatifs
En 1975, la prise d'otages à l'ambassade d'Allemagne de l'Ouest à Stockholm, conduite par un commando de la fraction armée rouge, se solde par un échec. Deux otages trouvent la mort, de même que deux des terroristes, tandis que les quatre autres membres du commando sont arrêtés et extradés vers l'Allemagne. 
Norbert Kröcher, ressortissant ouest-allemand né en 1950, décide alors de passer à l'action. Il fonde un groupe terroriste inspiré de la fraction armée rouge, qu'il baptise commando Siegfried Hausner, du nom de l'un des deux terroristes morts lors de la prise d'otages. Son objectif est de kidnapper la ministre Anna-Greta Leijon, de façon à faire pression d'une part sur le gouvernement suédois pour le paiement d'une rançon, et d'autre part sur le gouvernement ouest-allemand pour la libération d'un certain nombre de membres de la fraction armée rouge emprisonnés en Allemagne. L'opération prend le nom de Leo, traduction en latin du nom de la ministre (lion se dit lejon en suédois).

## Dénouement
La tentative d'enlèvement échoue, et une vague d'arrestations s'ensuit. Norbert Kröcher lui-même est interpelé par le service de la sûreté suédoise (SÄPO) dans le quartier de Slussen à Stockholm. Les policiers mettent ensuite la main sur une malle de bois dans laquelle la ministre devait être enfermée. 
Kröcher est extradé en avril 1977, et est incarcéré en Allemagne dans l'attente de son procès, qui s'ouvre devant la cour de Düsseldorf en août 1979. Après presque deux ans de procédure, il est finalement condamné en 1981 à une peine de onze ans et demi d'emprisonnement. Il est libéré en 1989.